# Meijer & Blessing
Meijer & Blessing is een historisch bedrijf in Rotterdam, opgericht in 1813 door Duitse marskramers uit het Zwarte Woud. Het bedrijf begon zijn activiteiten met de verkoop van een breed assortiment producten, waaronder klokken, speeldozen, draai-orgels, en orgeltjes voor kanariepietjes. Daarnaast werden harmonica's, Neurenberger waren, snuisterijen en kinderspelen verkocht. Het bedrijf heeft door de jaren heen verschillende veranderingen doorgemaakt, maar blijft een iconische naam in de stad Rotterdam.

## Oprichting en vroege geschiedenis
Meijer & Blessing werd in 1813 opgericht door Duitse marskramers die hun oorsprong in het Zwarte Woud hadden. De winkel was oorspronkelijk gevestigd aan de Noordblaak in Rotterdam, waar het zich richtte op het verkopen van bijzondere goederen. De producten die in de beginjaren werden verkocht, varieerden van klokken en speeldozen tot draai-orgels en kleinere muziekinstrumenten zoals orgeltjes voor kanariepietjes.

## Tweede Wereldoorlog
Tijdens de Tweede Wereldoorlog werd de winkel van Meijer & Blessing getroffen door bombardementen en volledig verwoest. Ondanks deze tegenslag gaf het bedrijf niet op en opende het tijdelijk een noodwinkel in de Jongkindstraat. Deze tijdelijke locatie bleef in gebruik totdat het bedrijf in 1953 een nieuw onderkomen vond aan de Lijnbaan.

## Verhuizing naar de Lijnbaan
De verhuizing naar de Lijnbaan in 1953 markeerde een nieuwe fase voor Meijer & Blessing. Op de begane grond werd speelgoed verkocht, terwijl de kelder werd omgevormd tot een ruimte voor modelbouwproducten. Deze indeling bleef een belangrijk kenmerk van de winkel, waarbij het bedrijf zijn klanten zowel in de wereld van speelgoed als modelbouw kon bedienen.

## Splitsing van modelbouw en speelgoed
In 1994 onderging Meijer & Blessing een belangrijke verandering toen de modelbouwafdeling zich scheidde van het speelgoedgedeelte. De modelbouwafdeling verhuisde naar een nieuwe locatie in de Westewagenstraat 27, waar het bedrijf nog steeds gevestigd is.